# غوستاف أبيل
غوستاف أبيل (بالألمانية: Gustav Abel)‏ هو مصمم الإنتاج نمساوي، ولد في 25 يناير 1902 في فيينا في النمسا، وتوفي بنفس المكان في 2 يونيو 1963.

## وصلات خارجية
- غوستاف أبيل على موقع IMDb (الإنجليزية)
- غوستاف أبيل على موقع قاعدة بيانات الفيلم (الإنجليزية)